# Бургундия (графство)
Графство Бургундия (фр. Comté de Bourgogne) — средневековое графство, затем пфальцграфство, образовавшееся в составе королевства Верхняя Бургундия и включившее в себя территории между Соной и горами Юра. К XI веку графство приобрело относительную самостоятельность, оставаясь в составе Священной Римской империи. С 1366 года за ним закрепилось название Франш-Конте — «вольное графство».

## География
Графство располагалось на территории современной французской провинции Франш-Конте. Оно включало области Везуль (фр. Vesoul), Безансон (фр. Besançon), Доль (фр. Dole), Лон-ле-Сонье (фр. Lons-le-Saunier), Понтарлье (фр. Pontarlier).

## История

### Возникновение графства

Бургундские графства в IX веке

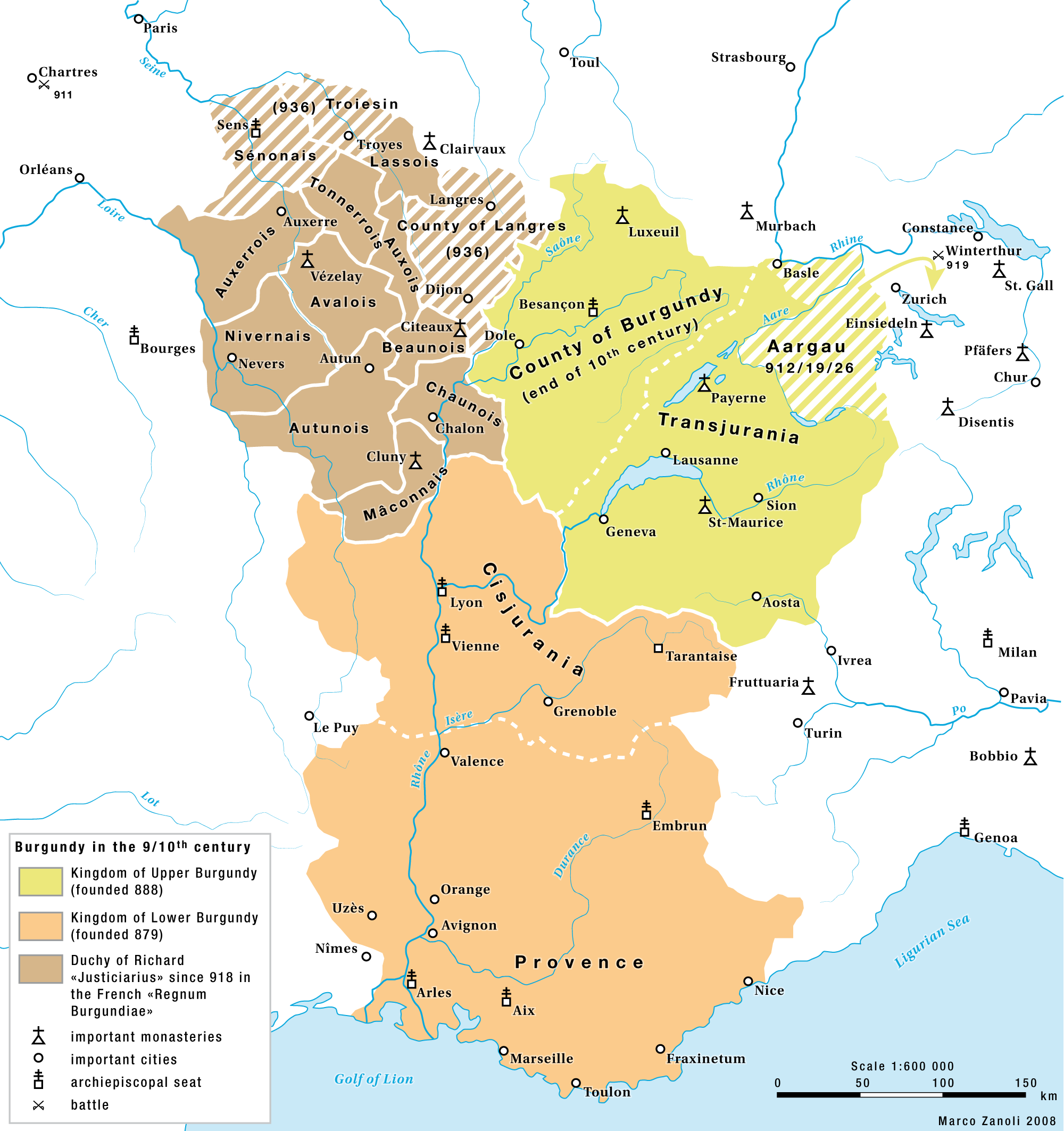
Бургундское графство в конце X века

По Верденскому договору 843 года графства Верхней Бургундии (Портуа, Варе, Эскуан, Аму, Ажуа), из земель которых в будущем образовалось графство Бургундия, были включены в «Срединное королевство» императора Лотаря I, а после его смерти в 855 году были завещаны его сыну, королю Лотарингии Лотарю II.
В 858 году Эд I, граф Труа, принял участие в восстании нейстрийской знати против короля Карла Лысого. Но в следующем году восстание было подавлено, и Эд потерял своё графство, найдя пристанище в Бургундии к востоку от Соны. Там он получил большую часть графства Варе. В 867 году Карл Лысый возвратил ему графство Труа, присоединив к нему ещё и графство Отён.
После смерти короля Лотаря II в 870 году и раздела Лотарингии между Карлом Лысым и Людовиком Немецким по Мерсенскому договору, Карл Лысый передал Эду во владение графство Портуа и признал за ним часть графства Варе, а именно Безансон. Другие же земли были включены в состав государства Людовика Немецкого.
После смерти Эда в 870 году главенствующее положение в Верхней Бургундии перешло к архграфу Рофруа (ум. в 895 году). В 876 году графом Варе стал сын Эда — Ги (ум. в 882 году).
После провозглашения королём Бургундии Бозона в октябре 879 года верхнебургундские графства оказались в составе Нижнебургундского королевства, но вскоре они перешли в состав владений короля Карла III Толстого. После свержения Карла, в 888 году, графства Верхней Бургундии вошли в состав образованного королевства Верхней Бургундии.
В 914 году графом Варе и Портуа стал Гуго Чёрный, сын герцога Бургундии Ричарда Заступника. После смерти герцога Аквитании Гильома I в 919 году он унаследовал Лион. К 921 году он стал самым могущественным графом в этом регионе (архграфом). Этому способствовало то, что королём Франции в 923 год становится его брат Рауль. В 927 году Гуго распространил своё влияние на графство Макон вследствие прекращения Овернского дома. При этом он опирался на виконта Макона Обри (Альберика).
После смерти в 936 году брата, короля Рауля, Гуго отказался признать королём Людовика IV. Он отправился в свои бургундские владения, где опирался на своих верных вассалов — графа Шалона и Бона Жильбера, виконта Макона Обри I и его сына Лето, виконта Дижона Роберта. В 937 году он отказался принести вассальную присягу по своим владениям королю Бургундии Конраду, поскольку тот в это время находился в плену у короля Германии Оттона I.
В этом же году в Бургундию вторглись венгры, опустошив Безансон. В 938 году Гуго был вынужден подчиниться королю Людовику, в результате чего король Франции распространил своё влияние на Верхнюю Бургундию, став сюзереном Лиона и Вьенна.
В 941 году под давлением короля Оттона I Гуго был вынужден помириться с Гуго Великим и Гербертом де Вермандуа. Но уже в 943 году он опять вступил в конфликт с Гуго Великим и был вынужден уступить тому половину герцогства Бургундия. А в 944 году он распространил своё влияние на Вьенн, где в это время правил его близкий родственник Карл-Константин.
В это время в графствах усилилось влияние виконта Макона Обри I (ум. ок. 945 года), сына виконта Нарбонны Майеля. Обри I получил Макон благодаря женитьбе на Толане, наследнице виконта Ракульфа. С благословения Гуго Чёрного и короля Бургундии Конрада он распространил своё влияние на территорию Салена, Понтарлье и Безансона. Его племянник Майоль был в это время аббатом Клюни. После смерти Обри в 945 году его владения были разделены между сыновьями. Лето II (ок. 910—965 годы) стал графом Макона и Безансона, а его брат Гумберт наследовал Сален. Они оба принесли вассальную присягу Гуго Чёрному.
После смерти Гуго Чёрного в 952 года Лето стал самым могущественным феодалом в Верхней Бургундии. Женатый на Ирменгарде, сестре унаследовавшего бургундское герцогство Жильбера де Вержи, он был его сторонником.
После смерти Лето в 965 года владения унаследовал его сын Обри II (ок. 943 — до 982 года). О его правлении не известно практически ничего. После его смерти графство перешло к Отто-Гильому, ставшему первым графом Бургундии.

### Иврейская династия

#### Правление графа Отто-Гильома
Отто-Гильом (ок. 958 — 21 сентября 1026 года) был внуком короля Италии Беренгара Иврейского из Иврейской династии. Его отец Адальберт был соправителем отца в Италии в 950—962 годах. После пленения и ссылки отца он безуспешно пытался бороться с императором Оттоном I. В 968 году он перебрался в графство Шалон к жене Герберге, дочери графа Ламберта, где и умер. После его смерти Герберга вышла вторично замуж за герцога Бургундии Эда-Генриха.
До 982 года Отто-Гильом женился на вдове графа Макона Обри II — Эрментруде (ум. ок.1005), дочери графа Рено де Руси (ум.967), благодаря чему стал графом Макона и Безансона. В 980 году его отчим, герцог Бургундии Эд-Генрих, передал Отто-Гильому графство Невер, а в 982/986 годах сделал своим наместником и графом Бургундии.
В 995 году Отто-Гильом назначил своим наместником в Маконе старшего сына, Ги (ум. ок. 1004 года), а в 1002 году сделал его графом Макона.
В 1002 году умер отчим Отто-Гильома, герцог Бургундии Эд-Генрих, не оставивший сыновей. Отто-Гильом объявил себя герцогом, но на герцогство предъявил свои права также король Франции Роберт II, племянник покойного герцога. В результате войны 1002—1005 годов Отто-Гильом был вынужден отказаться от притязаний на герцогство, которое было присоединено к Франции. Но за ним были признаны владения и титул графа Бургундии. Также он сохранил свои права на ряд графств, входящих в состав герцогства Бургундия (Бомон, Фувен, Ошере).
После смерти старшего сына Ги I, Отто-Гильом в 1006 году передал Макон его сыну и своему внуку Оттону II (его потомки владели графством до 1078 года, после чего оно вернулось к графам Бургундии), а своему второму сыну Рено (ок. 990—1057 годы) — графства Амуа, Варе и Портуа.
Когда король Бургундии Рудольф III, не имеющий сыновей, признал своим наследником своего племянника, правителя Священной Римской империи Генриха II, тот потребовал вассальной присяги от правителей бургундских графств, что вызвало восстание, которое возглавил Отто-Гильом. В течение десяти лет графство Бургундия отказывалось признавать сюзеринитет Империи.

#### Правление графа Рено I

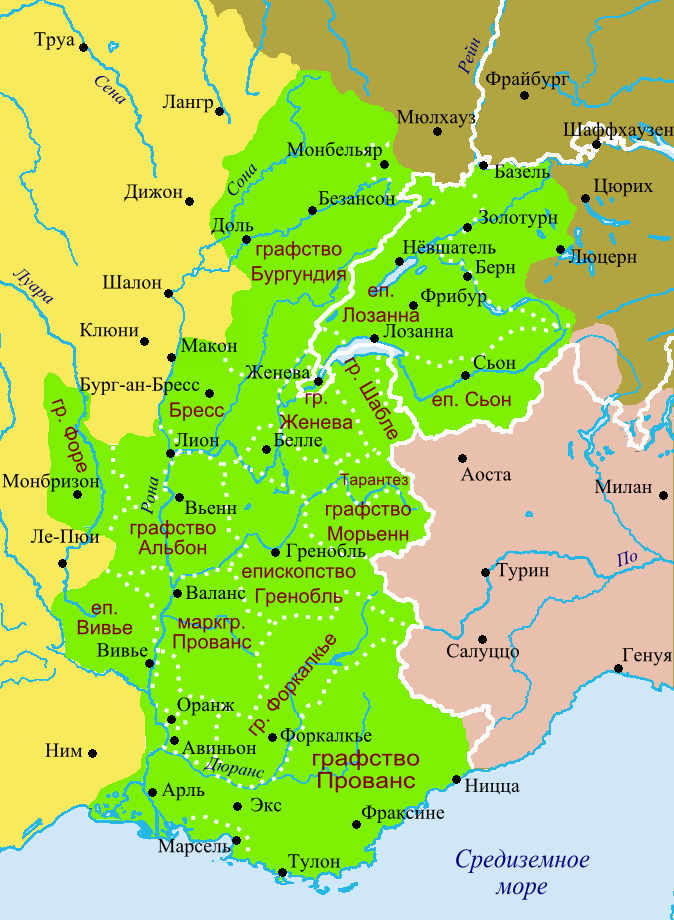
Бургундское королевство в 1034 году
Королевство Бургундия
Королевство Франция
Королевство Германия
Королевство Италия Сплошной белой линией обозначены границы современных государств

После смерти Отто-Гильома в 1026 году ему в графстве наследовал Рено I. В 1027 году он вторгся в графство Шалон, но попал в плен к графу Шалона и епископу Осера Гуго де Шалону. Освобожден он был только благодаря вмешательству тестя, герцога Нормандии Роберта II.
В 1032 году умер король Бургундии Рудольф III, завещавший королевство императору Конраду II. Эта смерть вызвала войну за Бургундское наследство 1032—1034 годов, в которой принял участие и Рено, поддержавший претензии графа Эда II де Блуа. Победу в войне одержал император Конрад, присоединивший бургундское королевство к Империи. Рено был вынужден бежать в Дижон, а графство Бургундия оказалось подчинено Конраду.
В 1037 году произошла битва при Ганоле (между Бар-ле-Дюк и Верденом), в результате которой армия Эда де Блуа оказалась разбита, а сам он погиб. Но Конрад, занятый итальянскими делами, не стал преследовать своих противников, предложив им мир. В результате Рено признал себя вассалом императора, получив от него титул наместника (пфальцграфа) Бургундии, который стали использовать его потомки.
В 1039 году новый император, Генрих III, приблизил к себе архиепископа Безансона Гуго I де Сален, поддерживавшего императора Конрада во время войны. В январе 1042 года Гуго стал канцлером Бургундского королевства, а в 1043 году император дал Безансону статус имперского города, подчиняющегося архиепископу, выведя его из подчинения графа Бургундии.
В 1044 году император Генрих продолжил вознаграждать поддержавших его отца. Он отдал графство Монбельяр графу Луи де Муссон, что привело к новому мятежу Рено против императора. Он попытался захватить Монбельяр, но был разбит, что вынудило признать его независимость Монбельяра от Бургундии.
Рено умер в 1057 году, пережив императора Генриха на год. Графство унаследовал его сын, Гильом I Великий.

#### Правление графа Гильома I Великого и его сыновей
Гильом I Великий (ок. 1024 — 12 ноября 1087 года) был одним из самых значительных графов в истории Бургундии. Первые годы его правления прошли в борьбе с младшим братом Ги (ум. в 1069 году), графом Вернона и Бриона. Ги после смерти герцога Нормандии Роберта I, предъявлял, вследствие незаконности рождения Вильгельма, свои права на нормандский престол. Но его борьба закончилась неудачей, после чего Ги выступил против старшего брата за Бургундию. Только после смерти Ги в 1069 году война прекратилась.
Укреплению положения Гильома способствовало малолетство императора Генриха IV, регентшей при котором была его мать, Агнесса де Пуатье, двоюродная сестра Гильома. Кроме того, в 1066 году умер архиепископ Безансона Гуго I де Сален, который был сторонником подчинения Бургундии империи.
В рождество 1076 года Гильом I встречал в Безансоне отлученного папой римским Григорием VII от церкви императора Генрих IV, когда тот направлялся в Италию.
В 1078 году Гильом получил в управление графство Макон, правитель которого, граф Ги II де Макон (ум. в 1109 году) постригся монахом в монастырь Клюни.
В 1085 году умер архиепископ Безансона Гуго II. Гильому I удалось добиться избрания новым архиепископом своего сына Гуго III (ок. 1067 — 13 сентября 1101 года), подчинив своему влиянию церковную власть в графстве. Ещё один сын, Ги (ок. 1064 — 12 декабря 1124 года) — будущий папа римский Каликст II, стал архиепископом Вьенна.
Гильом I имел многочисленное потомство. После его смерти графство Бургундия унаследовал его второй сын Рено II (ок. 1056—1097 годы). Графство Макон оказалось в совместном владении Рено II и его младшего брата Этьена I Храброго (ок. 1057 — 27 мая 1102 года). А Раймонд (ок. 1059 — 24 мая 1107 года) женился на Урраке, королеве Кастилии и Леона с 1109 года, став родоначальником Бургундской королевской династии Кастилии и Леона.
Из дочерей, Сибилла (ок. 1065 — после 1103 года) вышла замуж за герцога Бургундии Эда I Борреля (ок. 1058 — 23 марта 1103 года), Гизелла (ок. 1070 — после 1133 года) — за графа Морьенна Гумберта II Савойского (1070 — 14 октября 1103 года), Ирментруда (ок. 1058 — после 8 марта 1105 года) — за графа Бар-ле-Дюк, Монбельяра и Пфирта Тьерри I (1045—1105 годы), а Клеменция (ок. 1071 — ок. 1133 года) сначала за графа Фландрии Роберта II (1065 — 5 октября 1111 года), а после его смерти за графа Лувена Жоффруа (Готфрида) I Бородатого (1060—1139).
Рено II ещё больше увеличил свои владения, женившись на наследнице графства Олтинген.
Рено II умер в 1097 году во время 1-го крестового похода, в котором принимал участие вместе со своими братьями Этьеном I, унаследовавшим титул графа Бургундии, и Гуго III, архиепископом Безансона (также умерли в Палестине). Это значительно ослабило позиции рода в Германии.

#### Графство в 1-й половине XII века
Правление сына Рено Гильома II Немецкого (убит после 3 января 1125 года), получившего своё прозвище или из-за происхождения матери (его воспитывал дед по материнской линии), или из-за брака на немке (его жена Агнес была дочерью герцога Бертольда II фон Церинген), продолжалось до 1125 года, когда он был убит в результате заговора баронов, когда попытался захватить графство Вале.
Его малолетний сын Гильом III Дитя (ок. 1110—1127 год) был убит баронами в феврале 1127 года, после чего на графство предъявили права сын Этьена I Рено III (ок. 1090—22 января 1148 года), а также Конрад фон Церинген, родственник Гильома III со стороны матери. Победителем вышел Рено III.
Став графом Бургундии, Рено отказался признавать своим сюзереном императора Лотаря Суплинбургского. Рено обосновывал это тем, что Лотарь не являлся потомком королей Бургундии и, следовательно, не имел прав на графство. Рено перенес свою резиденцию в Доль, который стал столицей графства.
Независимым графство оставалось недолго. Новый германский король Конрад III (из династии Гогенштауфенов), выбранный в 1138 году, объявил о том, что конфискует владения Рено III и передает их Конраду фон Церингену. В разгоревшейся войне Конрад смог захватить Рено в плен и доставить его к императору. В результате Рено был вынужден подчиниться императору, но при этом лишился части своих владений на востоке Юры, а Конрад получил титул «ректор Бургундии».
После смерти Рено III в 1148 году графство унаследовала его малолетняя дочь Беатрис I (ок. 1145—15 ноября 1184 года). Её опекуном и регентом графства стал младший брат Рено, граф Макона Гильом III (ок. 1095 — 27 сентября 1155 года) (в Бургундии он носил имя Гильом IV). Он попытался присвоить себе титул графа, заточив свою племянницу, но на защиту её прав выступил Конрад, отправивший освободить её герцога Бертольда IV фон Церингена.
После смерти Гильома III император выдал Беатрис за своего племянника Фридриха Барбароссу, благодаря чему графство Бургундия перешло в дом Гогенштауфенов. Сыновья Гильома, граф Макона и Вьенна Жерар I (ок. 1125—15 сентября 1184 года), и граф Осона Этьен II (ок. 1122—21 июля 1173 года), были исключены из списка наследников графства Бургундия, хотя и сохранили влияние в регионе.

### Правление Гогенштауфенов
В 1156 году графство в качестве приданого жены перешло под управление императора Фридриха I Барбароссы.
Незадолго до его смерти, в 1189 году Бургундия перешла во владение его третьего сына — Оттона I (ок. 1170—1200). У Оттона не было сыновей, только две дочери.
Сначала графство в 1200 году перешло к Жанне, а после её смерти в 1205 году — к её сестре Беатрис II, которая управляла графством совместно с матерью, Маргаритой де Блуа. Чтобы прекратить беспорядки в графстве, её дядя, король Германии Филипп Швабский в 1208 году выдал Беатрис замуж за герцога Меранского Оттона II. Но это вызвало конфликт в 1208—1211 годах между Оттоном и графом Осона Этьеном III, внука графа Гильома III, желавшим женить на Беатрис своего сына Жана и вернуть графство под управление Иврейского дома.

### Андексская (Меранская) династия

Государственные образования на территории Верхней Бургундии к 1200 г.
Графство Бургундия (Франш-Конте)
Графство Монбельяр
Владения графов Савойи
Владения Царингенов
Владения Габсбургов
Церковные владения Красной линией обозначены границы Верхней Бургундии, Франции и Священной Римской империи

Оттон II и его сын Оттон III, чуждые по происхождению, языку и культуре, практически не принимали никакого участия в управлении графством, живя в основном в своих немецких владениях. Поэтому граф Осона, поддерживаемый королём Франции, герцогом Бургундии и архиепископом Безансона, постоянно возглавлял недовольных таким положением местных феодалов. В 1225/1227 году это вылилось в настоящую войну, в которой приняли участие также герцог Бургундии и граф Шампани.
Начиная с 1230 года одним из самых влиятельных людей в графстве становится граф Шалона Жан I Мудрый, сын графа Осона Этьена III. В 1214 году он женился на Маго, дочери герцога Бургундии Гуго III. В 1236 году он женил своего сына Гуго на Алисе Меранской, дочери графа Оттона II. В 1237 году Жан обменял герцогу Гуго Шалон и Осон на сеньорию Сален и ряд других владений, которые принесли ему большое богатство благодаря своим солончакам, а также позволили более активно вмешиваться в бургундские дела. Кроме того эти владения позволили ему взимать дорожные пошлины, поскольку именно через них проходила дорога из Италии во Францию. Кроме того Жан всячески старался увеличить свои владения, выкупая права на разные земли (их в Бургундии у него было больше пятидесяти).
Оттон III Меранский умер в 1248 году. Детей он не оставил, из-за чего его германские владения были разделены между дальними родственниками. Бургундию же он ещё при жизни завещал своей сестре Алисе, жене Гуго де Шалона.

### Династия Шалон

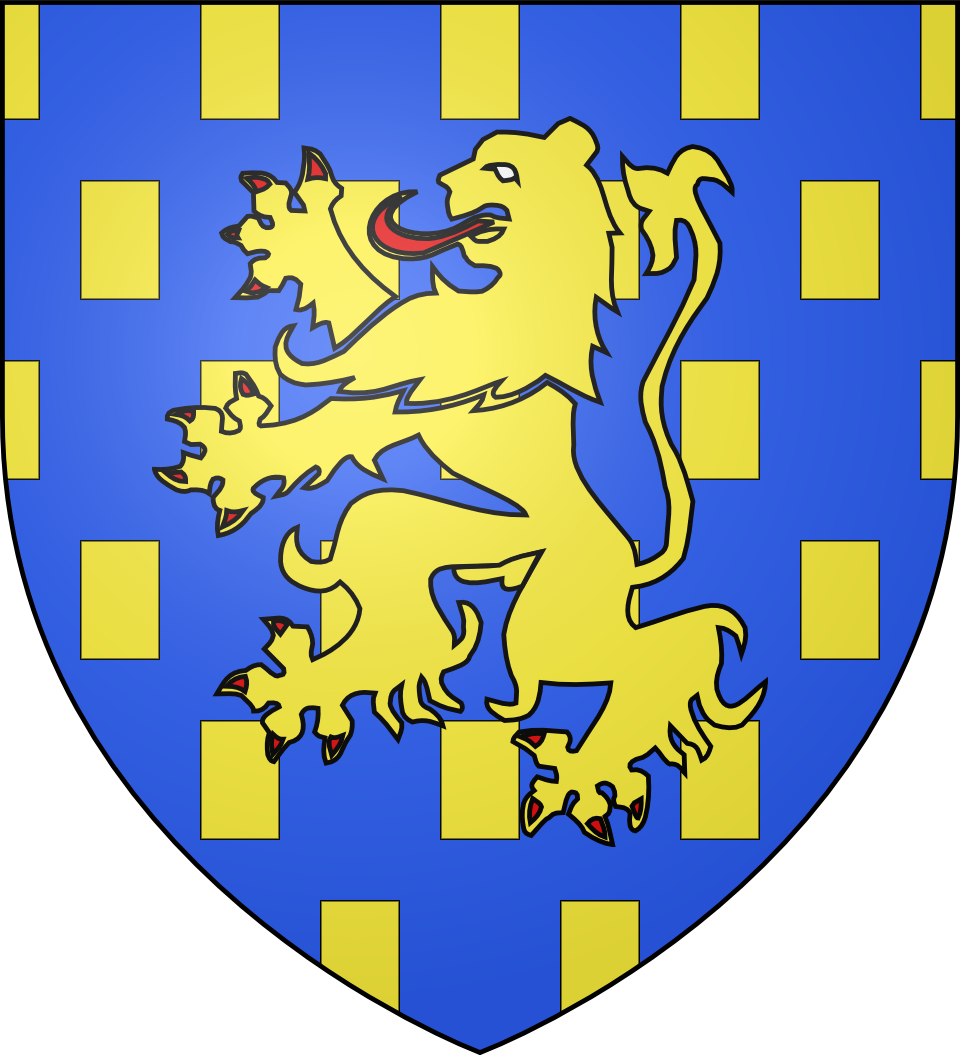
Герб графства Бургундия после XIII века.

Правление Гуго было довольно беспокойным. С 1250 года у Гуго постоянно возникали конфликты с отцом, желавшим править Бургундией от имени своей невестки. В 1258 году восстало население Безансона против архиепископа Гильома. Восстание поддержали Жан и Гуго, в результате чего оно охватило все бургундское графство. В 1259 году восстание осудил папа Александр IV, призвавший вмешаться короля Франции Людовика IX и герцога Бургундии Гуго IV. Восстание прекратилось в 1260 году.
Гуго умер в 1267 году, а Жан Мудрый — годом позже, оставив от трех браков многочисленное потомство. Графство Бургундия до 1279 года находилось под управлением вдовы Гуго, Алисы Меранской, вышедшей в 1267 году вторично замуж — за Филиппа Савойского. Владения же Жана Мудрого разделили его живые на тот момент сыновья. Один сын, Жан де Шалон (1243—1309), сеньор де Рофор, получивший земли на юге графства. Кроме того, после брака на Алисе, внучке герцога Гуго IV, он унаследовал графство Осер. Другой сын, Жан де Шалон-Арле (1259—1315), унаследовал владения на юге Юры, в центре Бургундии, а также Безансон.
После смерти Алисы Меранской в 1279 году графство перешло под управление сына, Оттона IV. Начало его правления прошло в соперничестве с дядей, Жаном де Шалон-Арле. Оттон был сторонником короля Франции, а Жан — Священной Римской империи, правителем которой в это время стал Рудольф I Габсбург. В 1289 году император воспользовался конфликтом между графом Базеля и графом Монбельяра Рено (братом Оттона IV), решив подчинить графство своему влиянию. Поддерживаемая Жаном де Шалон-Арле, двадцатитысячная армия Рудольфа вторглась в графство, захватив Монбельяр и осадив Безансон, где укрылись Оттон и Рено. Город Рудольфу захватить так и не удалось, но он опустошил окрестности города. Оттон был вынужден подчиниться императору. Безансон при этом получил особый статус и свободу управления, при этом он был выведен из подчинения архиепископа. Жан де Шалон-Арле, благодаря поддержке императора, стал в 1293 году мэром Безансона, а в следующем году стал виконтом Безансона.
В поисках защиты от притязаний Рудольфа, Оттон IV в 1291 году женился вторым браком на Маго (1268—1329), дочери графа Артуа Роберта II. Благодаря этому он сблизился с французским королевским двором. Позже он подписал тайный договор с королём Франции Филиппом IV, по которому обязался выдать старшую дочь, Жанну, за второго сына короля — Филиппа, в качестве приданого он обязался передать графство Бургундия. По тому же договору вторая дочь, Бланка, была обручена с младшим сыном короля — Карлом.

### ДинастияКапетингов

Графство и герцогство Бургундия в XIV веке

В 1295 году Филипп Красивый, не желая ждать брака, заставил Оттона уступить графство за 100 000 ливров. Однако большая часть дворян отказалась признать Филиппа правителем, объединившись вокруг Жана де Шалон-Арле. Восстание было поддержано Англией и императором, которые его финансировали. Только в 1301 году дворяне графства подчинились королю. Жан де Шалон-Арле в 1303 году получил королевскую пенсию.
Оттон IV, продолжавший носить титул пфальцграфа Бургундии, служил королю Филиппу. Он умер в 1302 году от раны, полученной в битве при Касселе. Его малолетний сын Роберт носил титул пфальцграфа до самой смерти в 1315 году, но реально графством распоряжался король Франции Филипп. В 1306 году он назначил губернатором графства Жана де Шалон-Арле. Брак между сыном короля Филиппом Длинным и дочерью Оттона IV Жанной II (ок. 1293—1330 год), состоявшийся в 1307 году, ничего не изменил, Жан де Шалон-Арле продолжал управлять графством от имени короля. В том же году произошло новое восстание, закончившееся безрезультатно.
После смерти короля Филиппа IV в 1314 году Жанна и Филипп Длинный смогли вступить в управление графством. Став в 1316 году королём, Филипп поручил управление графством жене, которая правила им до самой смерти в 1330 году. В управлении графством ей часто помогала мать, Маго, ставшая в 1302 году графиней Артуа.
Поскольку король Филипп V умер в 1322 году, не оставив сыновей, наследницей графств Бургундия и Артуа стала их старшая дочь, Жанна III (1308—1347), которая в 1318 году была выдана замуж за герцога Бургундии Эда IV (ок. 1295—1350 год). После смерти Жанны II в 1330 году графство Бургундия вместе с Артуа вошло в состав бургундского герцогства.
В составе герцогства Бургундия графство, которое с 1336 года в официальных документах стало называться Франш-Конте, пробыло до 1361 года, когда умер бездетным герцог Филипп Руврский, унаследовавший графство после смерти своей бабки (Жанны III) в 1347 году. После чего графство вместе с Артуа перешло по наследству к младшей дочери короля Филиппа V и Жанны II — Маргарите I (1310—1382), вдове графа Фландрии Людовика I Неверского, правившей ими до самой смерти.

### Дом Дампьер
После смерти Маргариты Франш-Конте и Артуа перешло под управление её сына, графа Фландрии Людовика II Мальского (1330—1384), а после его смерти — к его дочери, Маргарите II (1350—1405), которая была замужем за герцогом Бургундии Филиппом II Смелым. Благодаря этому браку Франш-Конте окончательно вошло в состав герцогства Бургундия и как независимое владение больше не существовало.

### Франш-Конте после XV века
В XIV—XV веках Франш-Конте входило в состав Бургундского государства, управляемого бургундскими герцогами, а с 1477 года вошло в состав владений Габсбургов.
В 1558 году при разделе Габсбургской державы Франш-Конте отошло к испанской ветви династии, но формально продолжалось считаться частью Священной Римской империи.
По условиям Первого аахенского договора 1668 года Франция уступила Франш-Конте Испании.
В 1674 году французские войска заняли Франш-Конте; область отошла к Франции по условиям Нимвегенского мира 1678 года. Исключение составил северо-восточный округ Монбельяр, включённый в состав Франции только в период революционных войн в 1793 году.
В период Великой французской революции территория Франш-Конте была разделена на департаменты.
В 1960—1970-х годах при новом экономическом и административном районировании Франции Франш-Конте был воссоздан в качестве самостоятельного региона (с 2016 г. — Бургундия — Франш-Конте).